# Ruta de las fuentes de Montemayor y Fernán Núñez

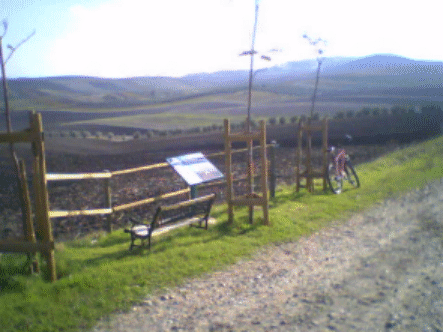
Punto de descanso - mirador

La ruta de las fuentes de Fernán Núñez y Montemayor es una ruta rural que une estas dos localidades de la provincia de Córdoba (España). Puede realizarse a pie, en bicicleta de montaña o a caballo. Tiene una longitud total de 7,5 km y su grado de dificultad es bajo.

## Descripción
Pasa por algunas fuentes de ambos municipios y por fincas donde se han encontrado restos arqueológicos relacionados con la ciudad romana de Ulia.
La ruta transcurre por un paisaje suavemente ondulado en el que pueden verse especies como la encina, la alcaparra, el pepinillo del diablo, la esparraguera, el hinojo así como diversas hierbas. 
Entre las especies animales que habitan la zona se encuentran el zorro, el conejo, la liebre, el aguilucho, el cenizo, el cernícalo, el mochuelo, la perdiz, el jilguero y la cogujada. 
Esta ruta pertenece a los denominados "Paisajes con Historia", un conjunto de rutas de interés naturalístico, histórico, paisajístico y etnográfico, promovidas por la Diputación de Córdoba.
Además de la Ruta de las fuentes de Fernán Núñez y Montemayor existen:
- Ruta de la Laguna del Donadío (Santaella)
- Ruta del Arroyo de Santa María (El Guijo)
- Ruta de la Sierra de Santa Eufemia (Santa Eufemia)
- Ruta de la Sierra Trapera (Valsequillo)
- Ruta de los Recintos Fortificados (Doña Mencía)

- Datos: Q6114431